# Chaetodon mitratus
Chaetodon mitratus е вид бодлоперка от семейство Chaetodontidae. Видът не е застрашен от изчезване.

## Разпространение и местообитание
Разпространен е в Британска индоокеанска територия (Чагос), Кокосови острови, Коморски острови, Мавриций, Майот, Малдиви, Остров Рождество, Реюнион и Сейшели.
Обитава океани, морета и рифове. Среща се на дълбочина от 22 до 80 m, при температура на водата около 24,1 °C и соленост 35,2 ‰.

## Описание
На дължина достигат до 14 cm.
Популацията на вида е стабилна.